# سفارت دولت فلسطین در آلمان
سفارت دولت فلسطین در آلمان (به آلمانی: Embassy of Palestine) یک سفارت در آلمان است که در برلین واقع شده‌است.